# FNB Corporation
A FNB Corporation é uma corporação de serviços financeiros diversificada sediada em Pittsburgh, Pensilvânia, e a holding de sua maior subsidiária, First National Bank. Em 17 de outubro de 2019, o FNB possui ativos totais de mais de US$ 34 bilhões. A cobertura de mercado do FNB abrange várias áreas metropolitanas importantes, incluindo: Pittsburgh, Pensilvânia; Baltimore, Maryland; Cleveland, Ohio; Washington D.C.; e Charlotte, Raleigh, Durham e a Tríade do Piemonte (Winston-Salem, Greensboro e High Point) na Carolina do Norte, com aproximadamente 370 escritórios. A empresa possui cerca de 4.500 funcionários.

## História
O First National Bank foi fundado em Mercer County, Pensilvânia, em 1864, sob o nome de The First National Bank of West Greenville e operado fora da casa do então presidente do Banco, Samuel P. Johnston, em Greenville, Pensilvânia.
O banco permaneceu estável no Condado de Mercer durante a Primeira Guerra Mundial, a Grande Depressão e a Segunda Guerra Mundial. Em 1946, os ativos bancários totalizavam aproximadamente US$ 2 milhões e o banco ainda estava alojado em um escritório.

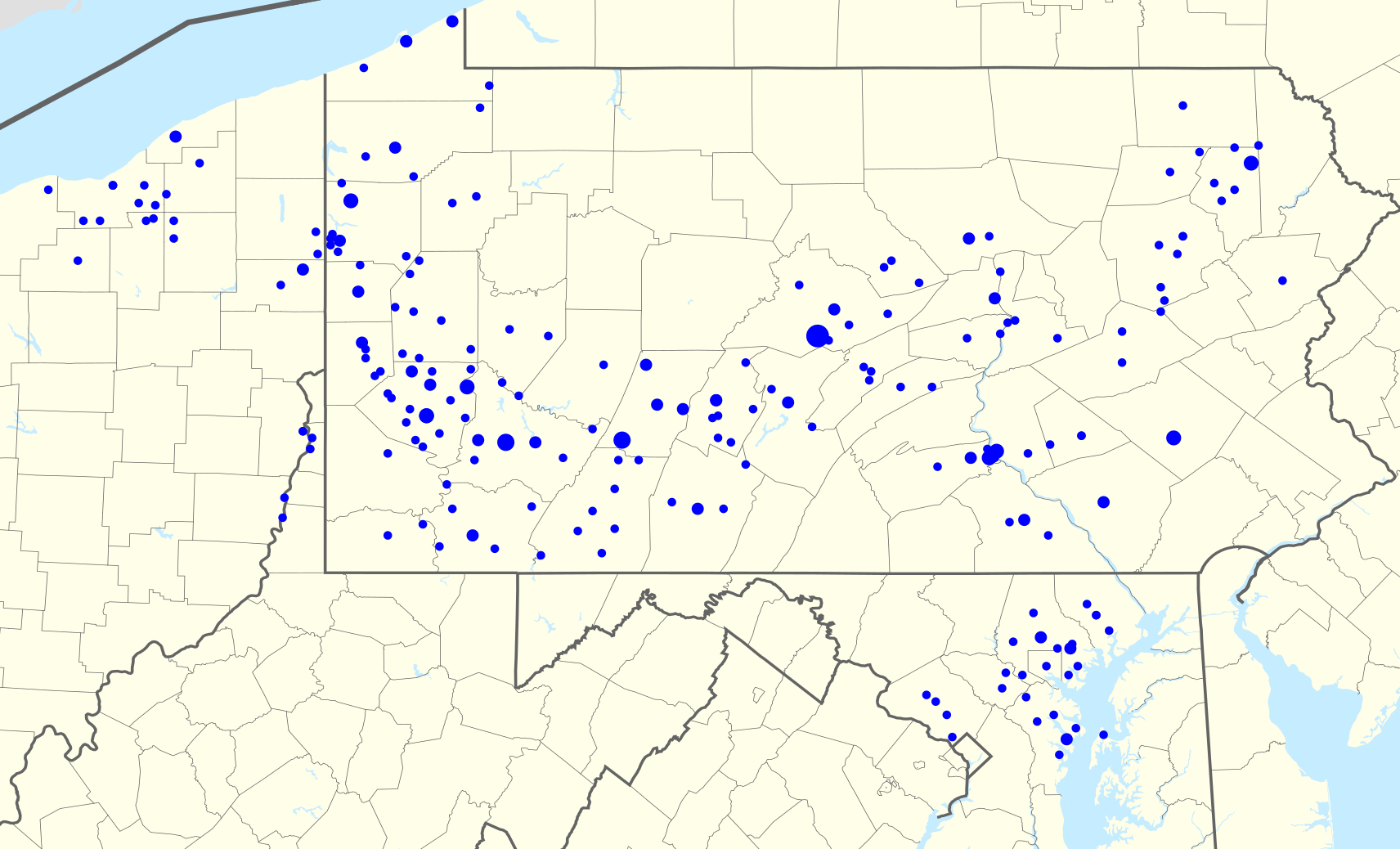
Agências da FNB Corporation, abril de 2015

Nas três décadas seguintes, o banco continuou a crescer e, em 1974, a FNB Corporation foi estabelecida como uma holding de serviços financeiros para uma família crescente de entidades comerciais que incluía o banco, sob o nome The First Nacional Bank do Condado de Mercer e com um tamanho de ativo de US$ 120 milhões e Regency Finance Company.
Além de concluir a aquisição de dez filiais do First National Bank da Pensilvânia em julho de 1992, o First National Bank of Mercer County adquiriu o nome e mudou formalmente seu nome para o atual First National Bank of Pennsylvania. Por essa época, o Primeiro Banco Nacional da Pensilvânia Ocidental, nas proximidades de New Castle, mudou seu nome para First Western Bank para evitar confusão; esse banco agora faz parte do Huntington Bancshares após várias outras fusões.
Em 2003, a empresa cresceu para ativos de US$ 4,6 bilhões com mais de 125 escritórios bancários e começou a negociar ações ordinárias na Bolsa de Valores de Nova York sob o símbolo "FNB". Hoje, ele está incluído no índice MidCap 400 da Standard & Poor's, com o índice da sub-indústria de bancos regionais do Global Industry Classification Standard (GICS).
O atual CEO Vincent J. Delie Jr., ingressou no banco em 2005 como presidente da região de Pittsburgh. Desde então, a empresa mostrou um tremendo crescimento, tanto organicamente quanto por meio de uma série de grandes fusões.
Em 2012, o FNB adquiriu o Parkvale Savings Bank, com sede em Monroeville.
Em 2015, o FNB adquiriu o Metro Bank da área de Harrisburg (anteriormente Commerce Bank).
Em 2016, o FNB concordou em um acordo de US$ 1,4 bilhão com a Yadkin Financial de Raleigh, Carolina do Norte, o maior negócio da história da empresa, dando ao FNB 98 filiais na Carolina do Norte. A fusão foi concluída em 11 de março de 2017.
Em maio de 2017, a FNB anunciou que sua sede regional se localizaria em um edifício de 22 andares em Raleigh, a ser chamado de Torre da FNB, com a inauguração prevista para dezembro de 2017 e a conclusão em 2019.
Em março de 2018, a FNB anunciou que ancoraria uma torre de 31 andares em Charlotte para servir como sede regional.
Hoje, o FNB é o segundo maior banco da Pensilvânia medido por ativos.

## Sede da empresa
Em julho de 2014, a FNB anunciou que Pittsburgh havia sido oficialmente nomeada sede da corporação. O crescimento do FNB em Pittsburgh expandiu-se de um único escritório bancário em 1997 para quase 100 locais e uma das três principais partes do mercado de depósitos de varejo hoje. Ao longo dos últimos 10 anos, o FNB continuou a expandir seu campus em Pittsburgh para incluir escritórios executivos, bancos comerciais, mercados de capitais, bancos privados, empréstimos imobiliários comerciais, hipotecas, marketing e muito mais. O FNB é a segunda maior holding bancária sediada em Pittsburgh, medida pelo total de ativos.

## Liderança
Vincent J. Delie, Jr., é presidente, presidente e CEO da FNB Corporation e do First National Bank. Ingressou na FNB em 2005 como chefe da região de Pittsburgh. Delie tornou-se membro do Primeiro Conselho Nacional de Bancos em 2009. Em 2011, Delie tornou-se presidente da FNB Corporation e, em 2012, foi adicionalmente nomeado CEO e eleito para o conselho de administração. Delie reassumiu seu cargo de presidente do First National Bank quando John Williams se aposentou do cargo em 2015.

## Afiliadas do FNB
A FNB Corporation opera vários afiliados de serviços financeiros, incluindo:
- First National Bank of Pennsylvania, sua maior subsidiária, com aproximadamente 370 escritórios em uma área de seis estados (em outubro de 2019)
- First National Trust Company, fundada em 1934
- Serviços de investimento do FNB para pessoas físicas, jurídicas e fundos de aposentadoria
- FNB Investment Advisors, Inc., um consultor de investimentos registrado nos termos da Lei de Consultores de Investimentos de 1940 e com a Securities and Exchange Commission e a Pennsylvania Securities Commission
- First National Insurance Agency, oferecendo cobertura de propriedade e acidentes, benefícios a empregados e seguro de vida